# Códigos dos países (A)
- A
- B
- C
- D–E
- F
- G
- H–I
- J–K
- L
- M
- N
- O–Q
- R
- S
- T
- U–Z

## Afeganistão
| ISO 3166-1 numérico 004         | ISO 3166-1 alfa-3 AFG    | ISO 3166-1 alfa-2 AF               | ICAO cod aeroporto prefixo(s) OA         |
| E.164 cód tel(s) +93            | COI cód país —           | TLD cod país .af                   | ICAO aeronave regis. prefixo(s) —        |
| E.212 Mobile código país(s) 412 | OTAN Cód três-letras AFG | OTAN Cód duas-letras (obsoleto) AF | LOC MARC código(s) AF                    |
| ITU Marítima ID (s) —           | ITU código de letras AFG | FIPS código de país(es) AF         | Licença código chapa AFG                 |
| GS1 GTIN prefixo(s) —           | UNDP códigos de país AFG | WMO códigos de país AH             | ITU prefixos indicativo T6A-T6Z, YAA-YAZ |

## Åland
| ISO 3166-1 numérico 248         | ISO 3166-1 alfa-3 ALA  | ISO 3166-1 alfa-2 AX                  | ICAO cod aeroporto prefixo(s) —   |
| E.164 cód tel(s) +358           | COI cód país —         | TLD cod país .ax                      | ICAO aeronave regis. prefixo(s) — |
| E.212 Mobile código país(s) 244 | OTAN Cód três-letras — | OTAN Cód duas-letras (obsoleto) FI-AL | LOC MARC código(s) —              |
| ITU Marítima ID (s) —           | ITU código de letras — | FIPS código de país(es) —             | Licença código chapa AX           |
| GS1 GTIN prefixo(s) —           | UNDP códigos de país — | WMO códigos de país —                 | ITU prefixos indicativo —         |

## Albânia
| ISO 3166-1 numérico 008         | ISO 3166-1 alfa-3 ALB    | ISO 3166-1 alfa-2 AL               | ICAO cod aeroporto prefixo(s) LA  |
| E.164 cód tel(s) +355           | COI cód país —           | TLD cod país .al                   | ICAO aeronave regis. prefixo(s) — |
| E.212 Mobile código país(s) 276 | OTAN Cód três-letras ALB | OTAN Cód duas-letras (obsoleto) AL | LOC MARC código(s) AA             |
| ITU Marítima ID (s) —           | ITU código de letras ALB | FIPS código de país(es) AL         | Licença código chapa AL           |
| GS1 GTIN prefixo(s) 530         | UNDP códigos de país ALB | WMO códigos de país AB             | ITU prefixos indicativo ZAA-ZAZ   |

## Argélia
| ISO 3166-1 numérico 012         | ISO 3166-1 alfa-3 DZA    | ISO 3166-1 alfa-2 DZ               | ICAO cod aeroporto prefixo(s) DA         |
| E.164 cód tel(s) +231           | COI cód país —           | TLD cod país .dz                   | ICAO aeronave regis. prefixo(s) —        |
| E.212 Mobile código país(s) 630 | OTAN Cód três-letras DAZ | OTAN Cód duas-letras (obsoleto) AG | LOC MARC código(s) AE                    |
| ITU Marítima ID (s) —           | ITU código de letras ALG | FIPS código de país(es) AG         | Licença código chapa DZ                  |
| GS1 GTIN prefixo(s) 613         | UNDP códigos de país ALG | WMO códigos de país AL             | ITU prefixos indicativo 7RA-7RZ, 7TA-7YZ |

## Samoa Americana
| ISO 3166-1 numérico 016         | ISO 3166-1 alfa-3 ASM    | ISO 3166-1 alfa-2 AS               | ICAO cod aeroporto prefixo(s) NS  |
| E.164 cód tel(s) +684           | COI cód país —           | TLD cod país .as                   | ICAO aeronave regis. prefixo(s) — |
| E.212 Mobile código país(s) 544 | OTAN Cód três-letras ASM | OTAN Cód duas-letras (obsoleto) SS | LOC MARC código(s) AS             |
| ITU Marítima ID (s) —           | ITU código de letras SMA | FIPS código de país(es) AQ         | Licença código chapa —            |
| GS1 GTIN prefixo(s) —           | UNDP códigos de país AMS | WMO códigos de país ZS             | ITU prefixos indicativo —         |

## Andorra
| ISO 3166-1 numérico 020         | ISO 3166-1 alfa-3 AND    | ISO 3166-1 alfa-2 AD               | ICAO cod aeroporto prefixo(s) —   |
| E.164 cód tel(s) +376           | COI cód país —           | TLD cod país .ad                   | ICAO aeronave regis. prefixo(s) — |
| E.212 Mobile código país(s) 213 | OTAN Cód três-letras AND | OTAN Cód duas-letras (obsoleto) AN | LOC MARC código(s) AN             |
| ITU Marítima ID (s) —           | ITU código de letras AND | FIPS código de país(es) AN         | Licença código chapa AND          |
| GS1 GTIN prefixo(s) —           | UNDP códigos de país AND | WMO códigos de país —              | ITU prefixos indicativo C3A-C3Z   |

## Angola
| ISO 3166-1 numérico 024         | ISO 3166-1 alfa-3 AGO    | ISO 3166-1 alfa-2 AO               | ICAO cod aeroporto prefixo(s) FN  |
| E.164 cód tel(s) +244           | COI cód país —           | TLD cod país .ao                   | ICAO aeronave regis. prefixo(s) — |
| E.212 Mobile código país(s) 631 | OTAN Cód três-letras ANG | OTAN Cód duas-letras (obsoleto) AO | LOC MARC código(s) AO             |
| ITU Marítima ID (s) —           | ITU código de letras AGL | FIPS código de país(es) AO         | Licença código chapa ANG          |
| GS1 GTIN prefixo(s) —           | UNDP códigos de país ANG | WMO códigos de país AN             | ITU prefixos indicativo D2A-D3Z   |

## Anguilla
| ISO 3166-1 numérico 660         | ISO 3166-1 alfa-3 AIA    | ISO 3166-1 alfa-2 AI               | ICAO cod aeroporto prefixo(s) TQ  |
| E.164 cód tel(s) +1 264         | COI cód país —           | TLD cod país .ai                   | ICAO aeronave regis. prefixo(s) — |
| E.212 Mobile código país(s) 365 | OTAN Cód três-letras AIA | OTAN Cód duas-letras (obsoleto) AV | LOC MARC código(s) AM             |
| ITU Marítima ID (s) —           | ITU código de letras AIA | FIPS código de país(es) AV         | Licença código chapa AXA          |
| GS1 GTIN prefixo(s) —           | UNDP códigos de país ANL | WMO códigos de país AT             | ITU prefixos indicativo —         |

## Antártica
| ISO 3166-1 numérico 010       | ISO 3166-1 alfa-3 ATA    | ISO 3166-1 alfa-2 AQ               | ICAO cod aeroporto prefixo(s) NZ, SA, SC |
| E.164 cód tel(s) —            | COI cód país —           | TLD cod país .aq                   | ICAO aeronave regis. prefixo(s) —        |
| E.212 Mobile código país(s) — | OTAN Cód três-letras ATA | OTAN Cód duas-letras (obsoleto) AY | LOC MARC código(s) AY                    |
| ITU Marítima ID (s) —         | ITU código de letras ATA | FIPS código de país(es) AY         | Licença código chapa —                   |
| GS1 GTIN prefixo(s) —         | UNDP códigos de país —   | WMO códigos de país AA             | ITU prefixos indicativo —                |

## Antígua e Barbuda
| ISO 3166-1 numérico 028         | ISO 3166-1 alfa-3 ATG    | ISO 3166-1 alfa-2 AG               | ICAO cod aeroporto prefixo(s) TA  |
| E.164 cód tel(s) +1 268         | COI cód país —           | TLD cod país .ag                   | ICAO aeronave regis. prefixo(s) — |
| E.212 Mobile código país(s) 344 | OTAN Cód três-letras ATG | OTAN Cód duas-letras (obsoleto) AC | LOC MARC código(s) AQ             |
| ITU Marítima ID (s) —           | ITU código de letras ATG | FIPS código de país(es) AC         | Licença código chapa AG           |
| GS1 GTIN prefixo(s) —           | UNDP códigos de país ANT | WMO códigos de país AT             | ITU prefixos indicativo V2A-V2Z   |

## Argentina
| ISO 3166-1 numérico 032         | ISO 3166-1 alfa-3 ARG    | ISO 3166-1 alfa-2 AR               | ICAO cod aeroporto prefixo(s) SA                |
| E.164 cód tel(s) +54            | COI cód país —           | TLD cod país .ar                   | ICAO aeronave regis. prefixo(s) —               |
| E.212 Mobile código país(s) 722 | OTAN Cód três-letras ARG | OTAN Cód duas-letras (obsoleto) AR | LOC MARC código(s) AG                           |
| ITU Marítima ID (s) —           | ITU código de letras ARG | FIPS código de país(es) AR         | Licença código chapa RA                         |
| GS1 GTIN prefixo(s) 779         | UNDP códigos de país ARG | WMO códigos de país AG             | ITU prefixos indicativo AYA-AZZ,L2A-L9Z,LOA-LWZ |

## Armênia
| ISO 3166-1 numérico 051         | ISO 3166-1 alfa-3 ARM    | ISO 3166-1 alfa-2 AM               | ICAO cod aeroporto prefixo(s) UD  |
| E.164 cód tel(s) +374           | COI cód país —           | TLD cod país .am                   | ICAO aeronave regis. prefixo(s) — |
| E.212 Mobile código país(s) 283 | OTAN Cód três-letras ARM | OTAN Cód duas-letras (obsoleto) AM | LOC MARC código(s) AI             |
| ITU Marítima ID (s) —           | ITU código de letras ARM | FIPS código de país(es) AM         | Licença código chapa ARM          |
| GS1 GTIN prefixo(s) 485         | UNDP códigos de país ARM | WMO códigos de país AY             | ITU prefixos indicativo EKA-EKZ   |

## Aruba
| ISO 3166-1 numérico 533         | ISO 3166-1 alfa-3 ABW    | ISO 3166-1 alfa-2 AW               | ICAO cod aeroporto prefixo(s) TN  |
| E.164 cód tel(s) +297           | COI cód país —           | TLD cod país .aw                   | ICAO aeronave regis. prefixo(s) — |
| E.212 Mobile código país(s) 363 | OTAN Cód três-letras ABW | OTAN Cód duas-letras (obsoleto) AA | LOC MARC código(s) AW             |
| ITU Marítima ID (s) —           | ITU código de letras ABW | FIPS código de país(es) AA         | Licença código chapa —            |
| GS1 GTIN prefixo(s) —           | UNDP códigos de país ARU | WMO códigos de país —              | ITU prefixos indicativo P4A-P4Z   |

## Austrália
| ISO 3166-1 numérico 036         | ISO 3166-1 alfa-3 AUS    | ISO 3166-1 alfa-2 AU               | ICAO cod aeroporto prefixo(s) Y                 |
| E.164 cód tel(s) +61            | COI cód país —           | TLD cod país .au                   | ICAO aeronave regis. prefixo(s) —               |
| E.212 Mobile código país(s) 505 | OTAN Cód três-letras AUS | OTAN Cód duas-letras (obsoleto) AS | LOC MARC código(s) AT                           |
| ITU Marítima ID (s) —           | ITU código de letras AUS | FIPS código de país(es) AS         | Licença código chapa AUS                        |
| GS1 GTIN prefixo(s) 930-939     | UNDP códigos de país AUL | WMO códigos de país AU             | ITU prefixos indicativo AXA-AXZ,VHA-VNZ,VZA-VZZ |

## Áustria
| ISO 3166-1 numérico 040         | ISO 3166-1 alfa-3 AUT    | ISO 3166-1 alfa-2 AT               | ICAO cod aeroporto prefixo(s) LO  |
| E.164 cód tel(s) +43            | COI cód país —           | TLD cod país .at                   | ICAO aeronave regis. prefixo(s) — |
| E.212 Mobile código país(s) 232 | OTAN Cód três-letras AUT | OTAN Cód duas-letras (obsoleto) AU | LOC MARC código(s) AU             |
| ITU Marítima ID (s) —           | ITU código de letras AUT | FIPS código de país(es) AU         | Licença código chapa A            |
| GS1 GTIN prefixo(s) 900-919     | UNDP códigos de país AUS | WMO códigos de país OS             | ITU prefixos indicativo OEA-OEZ   |

## Azerbaijão
| ISO 3166-1 numérico 031         | ISO 3166-1 alfa-3 AZE    | ISO 3166-1 alfa-2 AZ               | ICAO cod aeroporto prefixo(s) UB  |
| E.164 cód tel(s) +994           | COI cód país —           | TLD cod país .az                   | ICAO aeronave regis. prefixo(s) — |
| E.212 Mobile código país(s) 400 | OTAN Cód três-letras AZE | OTAN Cód duas-letras (obsoleto) AJ | LOC MARC código(s) AJ             |
| ITU Marítima ID (s) —           | ITU código de letras AZE | FIPS código de país(es) AJ         | Licença código chapa AZ           |
| GS1 GTIN prefixo(s) 476         | UNDP códigos de país AZE | WMO códigos de país AJ             | ITU prefixos indicativo 4JA-4KZ   |